# Kaloko-Dammbruch
Koordinaten: 22° 10′ 55″ N, 159° 22′ 56″ W

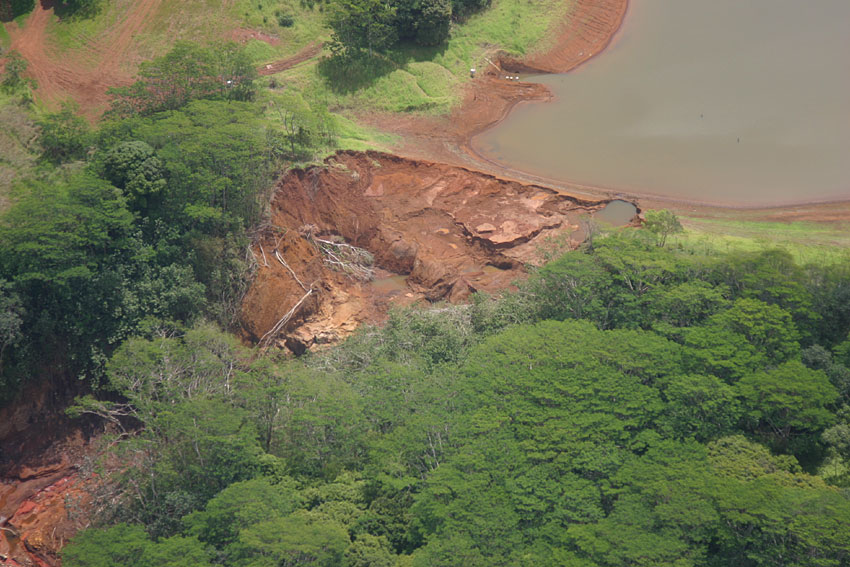
Der gebrochene Damm

Der Kaloko-Damm (auch: „Ka Loko“) war ein Staudamm in Hawaii, USA. Er brach am Morgen des 14. März 2006 vor Sonnenaufgang nach tagelangen Regenfällen und verursachte eine 6 m hohe und 30 m breite Flutwelle. Durch diese wurden mindestens zwei Häuser und ein 300 m langes Stück der Küstenstraße weggerissen. Bei dem Unglück kamen wahrscheinlich sieben Menschen ums Leben.
Der kleine Staudamm, der 5 km südöstlich von Kilauea am Wailapa-Fluss liegt, war 80 Jahre alt, 12 m hoch und 24 m lang. Er lag 200 m über dem Meeresspiegel in den Makalena-Bergen im Norden der hawaiischen Insel Kauai und war aus Erdmaterial gebaut. Der Stausee enthielt rund 1,2 Millionen Kubikmeter Wasser. Er diente früher der Bewässerung von Zuckerrohrfeldern, deren Erträge in einer Raffinerie in Kilauea verarbeitet wurden. 20 Jahre lang war die Stauanlage nicht mehr genutzt worden und deshalb vernachlässigt, sie wurde nur noch von Anglern besucht.
Durch die Flutwelle gab es sieben Tote sowie Verletzte und erhebliche Sachschäden. Die Flutwelle bestand aus großen Mengen Schlamm. Sie wälzte sich drei Kilometer weit bis in den Ozean.
Die Stauanlage gehörte einem Autohändler, dessen Name mit James Pflueger angegeben wurde. Dessen Angestellte sollen den Damm vor dem Bruch rund 24 Stunden lang beobachtet haben. Der Wasserspiegel soll nicht bedrohlich hoch gewesen sein und das Wasser soll nicht übergelaufen sein, nach den vorläufigen Untersuchungen nicht einmal über die Hochwasserentlastung.
Schwere Regenfälle sind nicht außergewöhnlich auf Hawaii. Die Gegend am Berg Waialeale ist mit einer Niederschlagshöhe von 11,4 m pro Jahr der regenreichste Ort der Erde. Im Jahr 1982 fielen sogar 17 m Niederschlag. Bei kurzfristigen Regenfällen ist allerdings ein Ort in Indien (Cherrapunji) noch regenreicher. Nach dem Bruch wurden weitere Staudämme auf Hawaii untersucht und ein weiterer am Morita-Reservoir, das unterhalb des Kaloko-Damms liegt, soll in Gefahr gewesen sein.